# Aurelio Mancuso
Pour les articles homonymes, voir Mancuso.
 (décembre 2020).
Si vous disposez d'ouvrages ou d'articles de référence ou si vous connaissez des sites web de qualité traitant du thème abordé ici, merci de compléter l'article en donnant les références utiles à sa vérifiabilité et en les liant à la section « Notes et références ».
Aurelio Mancuso (Aoste, le 8 novembre 1962) est un homme politique italien, ancien président national d'Arcigay, une association de promotion sociale pour la défense des droits des personnes LGBT.

## Biographie

### Début de l'activité politique
Aurelio Mancuso s'inscrit à l'âge de 14 ans à la Fédération des jeunes communistes italiens (FGCI), dont il fut secrétaire régional de 1981 à 1986. Il fut entretemps l'un des partisans du mouvement des Comités pour la paix. En 1986, il est élu au secrétariat régional de la Vallée d'Aoste du Parti communiste italien (PCI), et puis des Démocrates de gauche, en un premier temps en tant que responsable de la presse et ensuite comme responsable de l'organisation de la campagne électorale.
Il fonde aussi l'association Il Germoglio (le bourgeon), avec des jeunes toxicomanes, pour les aider à faire face à leurs problèmes. Ensemble avec les représentants des communautés thérapeutiques et avec des personnalités politiques engagées dans ce domaine, tels que l'abbé Luigi Ciotti, Luciano Violante et Luigi Cancrini, il organise plusieurs initiatives au niveau national contre la drogue (par exemple, Droga blehh, en 1988.
Il s'occupe, entre autres, des détenus de la prison de Brissogne (près d'Aoste), par l'organisation d'initiatives ayant pour but l'ouverture de la société civile vers les structures de détention : des rencontres, des cours, et des concerts.
Entre la fin des années 1980 et le début des années 1990, il accumule une longue expérience dans le domaine de l'animation dans les centres d'été pour enfants en Vallée d'Aoste.
En 1990, il devient le directeur de l'hebdomadaire de la gauche valdôtaine Le Travail, dont il est rédacteur en chef jusqu'à 2001. En tant que journaliste, il travaille avec plusieurs journaux et revues régionaux et nationaux, et devient le responsable du secteur de l'hebdomadaire Il Corsivo du pays d'Aoste.

### Coming out, présidence nationale d'Arcigay et activité politique en faveur du mouvement LGBT

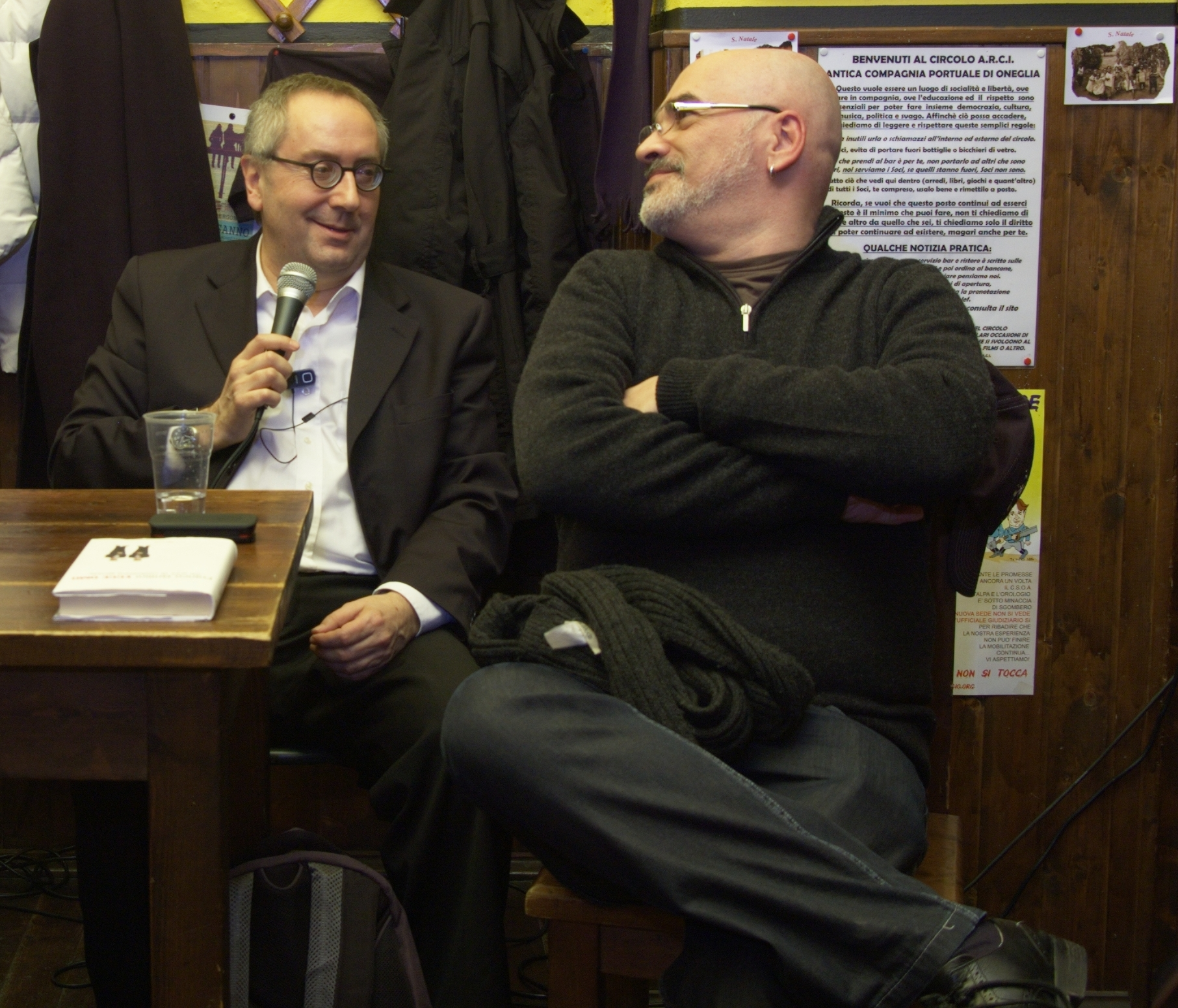
Franco Grillini avec Aurelio Mancuso, le 19 février 2009.

En 1994, Aurelio Mancuso fait son coming out, rendant publique son homosexualité dans un éditorial publié dans Il Corsivo : cet événement eut une grande résonance dans toute la région.
En 1995 eut lieu la première réunion d'un groupe de gay et de lesbiennes du Val d'Aoste, et le 9 mars fut fondée l'association Arcigay-Arcilesbica Vallée d'Aoste, dont Aurelio Mancuso fut nommé président. Après le 9e congrès national d'Arcigay, Mancuso fut élu au secrétariat national avec la tâche de trésorier et ensuite de responsable des rapports avec les associations et les cercles.
En 2000 il devint le porte-parole national du comité conjoint des homosexuels des Démocrates de gauche italiens. Il obtint de nombreux résultats, en particulier :
- Le soutien de la part des Démocrates de gauche du World Pride Roma 2000 ;
- La campagne pour l’annulation du décret discriminatoire sur la donation d'organes et du sang ;
- L'élection de Gianni Vattimo au Parlement européen ;
- Le soutien de la candidature de Franco Grillini à la Chambre des députés italienne.

À partir de septembre 2001, il accepte l'invitation de concentrer ses efforts uniquement pour Arcigay. Le 3 février 2002 il est élu secrétaire national d'Arcigay, et réélu à cette charge en 2005 : il s'occupe des rapports avec les comités provinciaux et avec les associations partenaires.
En décembre 2006, il quitte le parti des Démocrates de gauche, dont il a été membre pendant 25 ans, par une lettre à son secrétaire Piero Fassino. Cet événement fait beaucoup de bruit. Mancuso critique notamment l'aplatissement de l'action du parti face à un changement de tendance catholique sur des questions liées au monde LGBT.
Le 13 mai 2007, il est élu président national d'Arcigay.